# 錐吻鯰
錐吻鯰，（學名：Conorhynchos conirostris）為輻鰭魚綱鯰形目長鬚鯰科的其中一種，被IUCN列為瀕危保育類動物，分布於南美洲巴西聖弗朗西斯科河流域，本魚體色為銀灰色，帶有金屬光澤，體背高，最大特徵為吻部突出略往下彎，體長可達53.5公分，棲息在河川底部，屬肉食性，生活習性不明，可做為食用魚及觀賞魚。